# Joe Cannon
Joe Cannon (Sun Valley, 1 de janeiro de 1975) é um futebolista profissional estadunidense, goleiro, milita no Vancouver Whitecaps.